# روث يوه
روث يوه باي تشين هي سيدة أعمال ماليزية ومحبة وخبيرة بيئية. تشغل حاليًا منصب المدير التنفيذي في واي تي ال سنغافورة ومدير شركة واي تي ال للاستشارات الخاصة بائتمان الكربون وآلية التنمية النظيفة. شاركت في تأليف «خفض الكربون، تنمية الأرباح: استراتيجيات الأعمال لإدارة تغير المناخ والاستدامة».

## حياتها وعائلتها
روث يوه هي الابنة الكبرى للملياردير الماليزي تان سري داتو فرانسيس يوه وبوان سري داتين بادوكا روزالين يوه.كان جدها من الأب تان سري داتو سيري يوه تيونغ لاي، مؤسس شركة واى تي ال. هي الأخت الكبرى لريبيكا يوه وابنة عم راشيل يوه وميشيل يوه.
تخرجت بدرجة البكالوريوس في الدراسات المعمارية من جامعة نوتنغهام وحصلت على شهادة في الإدارة من كلية كاس للأعمال في سيتي، جامعة لندن.

## حياتها المهنية
بدأت يوه العمل في شركة عائلتها واى تي ال، في عام 2005. تشغل منصب المدير التنفيذي لفرع سنغافورة وتقود قسم الاستدامة في الشركة. بدأت أسبوع تغير المناخ في واي تي ال، وهو برنامج تعليمي رائد مصمم لزيادة الوعي حول تغير المناخ وآثاره في كل من ماليزيا والعالم. في عام 2008 تم تعيينها كعضو في مجلس إدارة شركة رار. حصلت على الجائزة الفضية في قيادة المسؤولية الاجتماعية للشركات في حفل جوائز القمة العالمية للمسؤولية الاجتماعية للشركات في عام 2011. وفي عام 2012، حصلت على جائزة الإنجاز البيئي السنغافوري الإقليمية من مجلس سنغافورة البيئي. في عام 2014، حصلت على جائزة التكنولوجيا الخضراء كواحدة من أفضل 30 محفزًا صديقًا للبيئة في ماليزيا. في عام 2013، عملت كعضو في لجنة جوائز الإنجاز البيئي السنغافورية وتم اختيارها كقائدة شابة لقمة المدن العالمية لعام 2014. في عام 2015 شاركت في تأسيس لأعادة التدوير، وهو مشروع أزياء مستدام وجمعية خيرية، مع شقيقتها ربيكا يوه. منذ عام 2015، عملت يوة في مجلس أمناء مؤسسة كيو لدعم الحدائق النباتية الملكية. وهي أيضًا عضوة في مجلس المستشارين للجمعية الماليزية في سنغافورة، وعضو مجلس إدارة شركة حدائق الخليج وعضو مجلس إدارة النساء المتحدون. تعمل كسفيرة عالمية للنوايا الحسنة لمؤسسة الكرامة للأطفال. وهي عضو في مجلس الأعمال من أجل الاستدامة والمسؤولية الماليزية وعضو استثماري في الصندوق الآسيوي للطاقة المتجددة والبيئة وصندوق الطاقة المتجددة والبيئة. وهي أيضًا عضو مجلس إدارة في ريف تحقق ماليزيا وزميلة في مبادرة القادة الشباب في آسيا 21 التابعة لجمعية آسيا. 
وقد كتبت في صحيفة وول ستريت جورنال وفاينانشيال تايمز وفي عام 2007 شاركت في تحرير وكتب كتاب عن تغير المناخ بعنوان «خفض الكربون، وازداد الأرباح: استراتيجيات الأعمال لإدارة تغير المناخ والاستدامة».  
في عام 2015، تم إدراجها كواحدة من اثنتي عشرة سيدة في قائمة فوربس لسيدات الأعمال القويات في آسيا، وأدرجت كواحدة من «أبطال العمل الخيري» لعملها في الحفاظ على البيئة والتنمية المستدامة. حصلت على جائزة الخريجين من جامعة نوتنغهام في عام 2017. 

## الحياة الشخصية
يوه مسيحية متدينة، وقد أعربت عن أن إيمانها جزء من الإلهام للعمل المستدام والبيئي. وهي متزوجة من كينيث خاو.